# Xyris mentiens
Xyris mentiens là một loài thực vật hạt kín trong họ Hoàng đầu. Loài này được Lock mô tả khoa học đầu tiên năm 2002.